# Emil Christensen
Emil Christensen (ur. 14 czerwca 1984 w Sztokholmie), znany przede wszystkim jako HeatoN – szwedzki profesjonalny gracz komputerowy w Counter-Strike'u, przez wiele lat kapitan klanu Ninjas in Pyjamas (NiP), a następnie jego trener, aktualnie jego właściciel. Obecnie współpracuje z dwoma firmami produkującymi sprzęt dla graczy: Zowie Gear oraz Qpad. Przez niektórych uważany jest za najlepszego gracza w historii; znany jest ze swojej doskonałej umiejętności kontrolowania rozrzutu broni.

## Kariera
Christensen był jednym z graczy i założycielem, powstałego w 2001 roku, klanu Ninjas in Pyjamas (NiP), z którym już na samym początku wygrał Cyberathlete Professional League World Championship. Rok później razem z innymi zawodnikami NiP dołączył do organizacji SK Sweden, w której zdobył tytuł mistrza świata na World Cyber Games w 2003 r. i 4. miejsce w 2004 r.
Heaton był nominowany do nagrody Najlepszego Gracza Counter-Strike w 2004 r., jednak przegrał z kolegą z klanu Tommym "Potti" Ingemarssonem. W 2005 r. Christensen w 2005 r. został wybrany do zespół gwiazd ligi Global Gaming League.
Na początku 2005 r. Heaton wraz z kolegami z zespołu postanowili nie przedłużać kontraktu z zespołem SK Sweden i odtworzyć NiP. Od tego czasu niektórzy z zawodników NiP wróciło do SK, lecz Emil Christensen pozostał. Klan Ninjas in Pyjamas wziął udział w kolejnych turniejach, a Heaton zawiesił granie z powodów osobistych, na jego miejsce przyjęty został Spawn.
Christensen wraz z resztą zawodników NiP asystował przy projektowaniu słuchawek SteelSound 5H (USB) wyprodukowanych przez Steel Series.
W grudniu 2006 r. Heaton pojechał do Nowego Jorku i Dallas, gdzie zapewniał pomoc graczom NiP podczas światowych finałów WSVG i CPL Winter. Spodziewano się, że członkowie Ninjas in Pyjamas będą silnymi zawodnikami na obu turniejach, jednak odpadli z nich nietypowo szybko.
We wrześniu 2007 r. Christensen zakończył karierę w Counter-Strike'u na stanowisku trenera NiP. Po tym fakcie zaoferowano mu stanowiska głównego menadżera zespołu Stockholm Magnetic, grającego w Championship Gaming Series. W klanie zarządzanym przez Heatona znajdował się skład Counter-Strike: Source, gracze Dead or Alive 4, Forza Motorsport i zawodnik FIFA 08. Reprezentowali oni samego Christensena i jego serię.

## Osiągnięcia
- 1. miejsce w CPL World Championship w 2001 r.
- 1. miejsce w CPL Summer w 2002 r.
- 3. miejsce w CPL Winter w 2002 r.
- 3. miejsce w Electronic Sports World Cup w 2003 r.
- 1. miejsce w CPL Summer w 2003 r.
- 1. miejsce w World Cyber Games w 2003 r.
- 1. miejsce w CPL Winter w 2003 r.
- 2. miejsce w CPL Summer w 2004 r.
- 4. miejsce w World Cyber Games w 2004 r.
- 1. miejsce w GameGune w 2005 r.
- 4. miejsce w 3 sezonie World e-Sports Games w 2005 r.
- 4. miejsce w CPL Winter w 2005 r.
- 1. miejsce w WSVG Dreamhack Summer w 2006 r.
- 3. miejsce w WSVG Louisville w 2007 r.